# Baptiste Amar
Pour les articles homonymes, voir Amar.
Temple de la renommée français : 2018
Baptiste Amar (né le 11 novembre 1979 à Gap, département des Hautes-Alpes) est un joueur professionnel français de hockey sur glace. Il évolue au poste de défenseur.

## Carrière en club

### Les débuts
Formé au Gap Hockey Club, il commence sa carrière senior en 1997 avec l'équipe du Lyon Hockey Club dans l'Élite française. Après trois saisons avec l'équipe de Lyon, il rejoint pour une saison l'équipe des Dragons de Rouen avec qui il gagne la Coupe Magnus.

### L'Amérique du Nord
À la suite de cette victoire, il décide de partir pendant deux saisons dans le championnat universitaire (NCAA) et avec les River Hawks de l'université d'UMass-Lowell. Il a pour coéquipier deux autres compatriotes, les attaquants Yorick Treille et Laurent Meunier.

### Les Brûleurs de Loups
De retour en France en 2003, il signe avec les Brûleurs de loups de Grenoble. L'équipe est entraînée par Gérald Guennelon. Assistant du capitaine Benoît Bachelet, l'équipe s'incline en finale de Coupe de France contre Rouen 5-1 et en finale du  Super 16 contre Amiens en deux matchs. Il est aligné en seconde ligne avec Simon Bachelet, également formé à Gap. En 2005, l'équipe termine troisième de la saison après s'être incliné contre Tours en demi-finale. La saison suivante, Amiens élimine Grenoble en demi-finale.
Les isérois remportent la première édition de la Coupe de la Ligue en battant Rouen 2 buts à 1 lors de la finale à Méribel. Ils réalisent le doublé avec la Ligue Magnus 2007.
En 2007, il est nommé capitaine à la suite de l'arrêt de Benoît Bachelet. Le suédois Mats Lusth remplace Gérald Guennelon devenu directeur technique national. Malgré l'ouverture du score d'Amar, l'équipe s'incline 3-2 en prolongation contre Angers lors match des champions. Elle termine troisième de son groupe de Coupe continentale joué à Pôle Sud derrière le Kazzinc-Torpedo Oust-Kamenogorsk et Aalborg. Le gardien de l'équipe Eddy Ferhi se blesse durant la compétition. Grenoble décroche la Coupe de France 2008 en battant Rouen 3-2 aux tirs de fusillade. Battue en quart de finale de coupe de la ligue par Briançon, elle s'incline en demi-finale contre ces mêmes diables rouges.
En 2009, l'équipe réalise un quadruplé avec le match des champions à la suite de sa victoire face à Rouen 3-1, la coupe de France, la coupe de la ligue et ligue Magnus. Il marque le but de la victoire en prolongation contre Briançon lors de la Coupe de la Ligue.

### Le Rögle BK
Pour la saison 2009-2010, il décide de partir à l'étranger et intègre l'effectif du Rögle BK en Elitserien suédoise. Lors du premier match, il reçoit un palet dans la mâchoire. Sa blessure lui fait manquer deux matchs. Mathias Porseland forme la paire défensive avec Amar. Lors de son quatrième match, il inscrit sa première assistance contre Linköpings HC. Il inscrit son premier but lors de la rencontre suivante disputée contre le Skellefteå AIK le 8 octobre 2009. L'équipe est reléguée en fin de saison après avoir participé à la Kvalserien.

### Retour à Grenoble

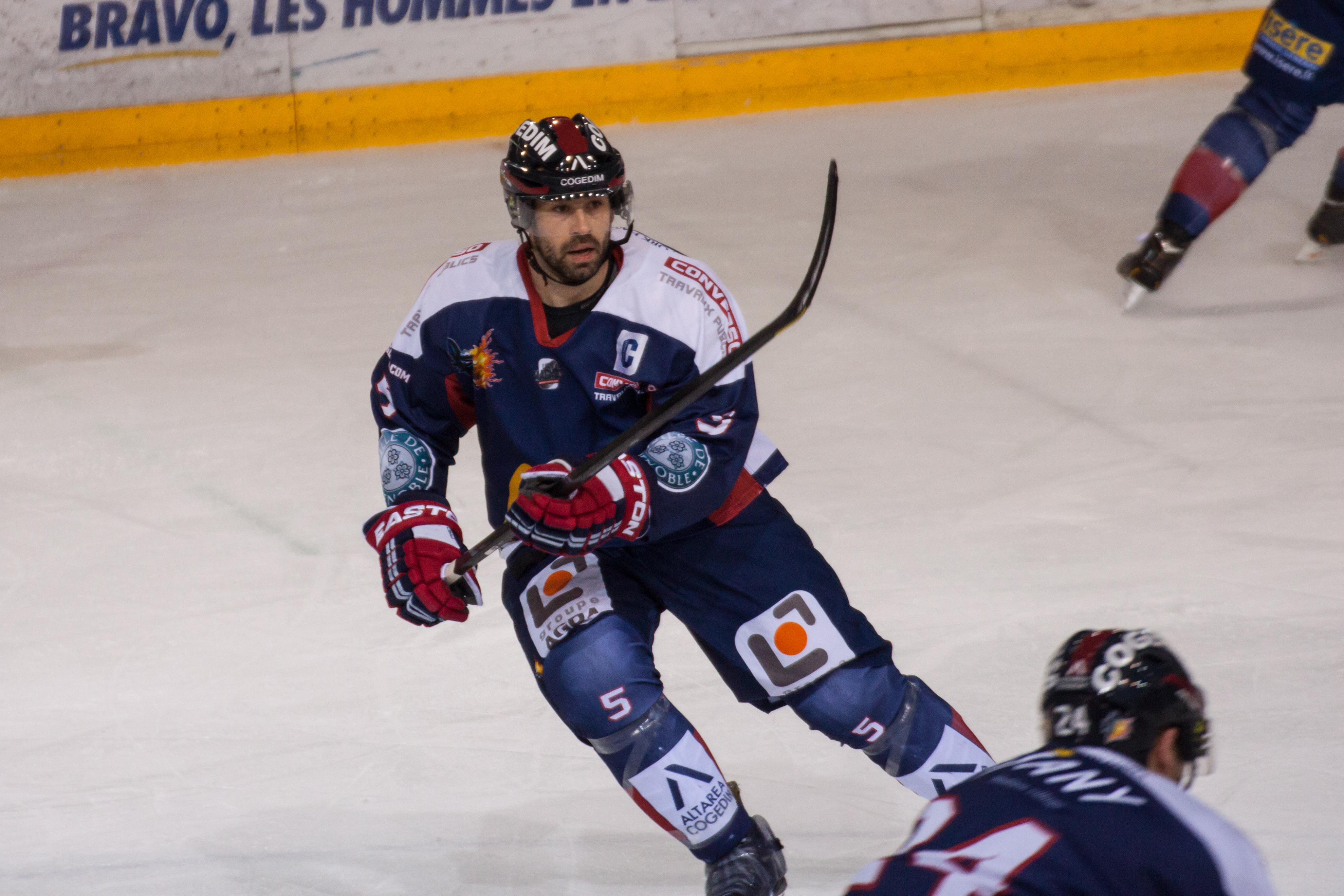
Baptiste Amar avec Grenoble en février 2014

Il revient alors à Grenoble. L'équipe remporte la Coupe de la Ligue contre les Diables Rouges de Briançon 4-3 en prolongation et il inscrit le but victorieux.
Le 14 janvier 2011, il se blesse à la cheville lors d'un entraînement et rate la fin de saison. Il se fracture la main lors du premier match de la finale de la Ligue Magnus 2011-2012 face à Rouen.

### Fin de carrière
Lors de la saison 2013-2014, Amar annonce la fin de sa carrière à l'issue du 5e match des séries éliminatoires où les brûleurs de loups sont éliminés par Gap. a fin de sa carrière. Au cours d'une interview qu'il donne alors à Hockey Hebdo, il explique, tout en assumant sa part de responsabilité, que plus que l'impossibilité du groupe à trouver une solution pour aller vers de meilleurs résultats, c'est surtout la frustration des multiples blessures et leur récurrence dont il a été victime jusqu'au dernier match qui l'ont conforté dans son choix d'arrêter le hockey sur glace.

## Carrière internationale
Il représente l'équipe de France de hockey sur glace à partir de 2000 et participe avec elle aux Jeux olympiques d'hiver de 2002 à Salt Lake City.

## Trophées et honneurs

### Personnels
- Ligue Magnus 
  - 2005 : sélectionné dans l'équipe étoile des joueurs français.
  - 2006 : sélectionné dans l'équipe étoile des joueurs français.
  - 2007 : sélectionné dans l'équipe étoile des joueurs français.
  - 2008 : sélectionné dans l'équipe étoile des joueurs français.
  - 2008 : remporte le trophée Albert-Hassler.
  - 2009 : sélectionné dans l'équipe étoile des joueurs français.
  - 2009 : remporte le trophée Albert-Hassler (à égalité avec Julien Desrosiers).

### Collectifs
- Champion de France : 2001 avec Rouen, 2007 et 2009 avec Grenoble
- Coupe de la Ligue : 2007, 2009 et 2011
- Coupe de France : 2008 et 2009
- Trophée des champions : 2009

## Statistiques

### En club
| Saison    | Équipe                        | Ligue              |    | Saison régulière | Saison régulière | Saison régulière | Saison régulière | Saison régulière |   | Séries éliminatoires | Séries éliminatoires | Séries éliminatoires | Séries éliminatoires | Séries éliminatoires |
| Saison    | Équipe                        | Ligue              | PJ | B                | A                | Pts              | Pun              | PJ               | B | A                    | Pts                  | Pun                  |                      |                      |
| 1997-1998 | Lyon HC                       | Ligue Magnus       | 43 | 1                | 2                | 3                | 3                |                  |   |                      |                      |                      |                      |                      |
| 1998-1999 | Lyon HC                       | Coupe continentale |    |                  |                  |                  |                  |                  |   |                      |                      |                      |                      |                      |
| 1998-1999 | Lyon HC                       | Ligue Magnus       | 42 | 4                | 4                | 8                | 14               |                  |   |                      |                      |                      |                      |                      |
| 1999-2000 | Lyon HC                       | Coupe Continentale | 6  | 4                | 1                | 5                | 4                |                  |   |                      |                      |                      |                      |                      |
| 1999-2000 | Lyon HC                       | Ligue Magnus       | 39 | 1                | 7                | 8                | 28               |                  |   |                      |                      |                      |                      |                      |
| 2000-2001 | Rouen HE                      | Ligue Magnus       |    | 3                | 7                | 10               |                  |                  |   |                      |                      |                      |                      |                      |
| 2001-2002 | UMass-Lowell                  | NCAA               | 31 | 3                | 8                | 11               | 27               |                  |   |                      |                      |                      |                      |                      |
| 2002-2003 | UMass-Lowell                  | NCAA               | 32 | 1                | 11               | 12               | 16               |                  |   |                      |                      |                      |                      |                      |
| 2003-2004 | Brûleurs de loups de Grenoble | Ligue Magnus       | 28 | 3                | 7                | 10               | 4                | 8                | 1 | 5                    | 6                    | 8                    |                      |                      |
| 2004-2005 | Brûleurs de loups de Grenoble | CdF                | 5  | 2                | 0                | 2                | 0                |                  |   |                      |                      |                      |                      |                      |
| 2004-2005 | Brûleurs de loups de Grenoble | Ligue Magnus       | 22 | 4                | 9                | 13               | 14               | 12               | 2 | 2                    | 4                    | 8                    |                      |                      |
| 2004-2005 | Brûleurs de loups de Grenoble | CdF                | 2  | 1                | 0                | 1                | 0                |                  |   |                      |                      |                      |                      |                      |
| 2005-2006 | Brûleurs de loups de Grenoble | Ligue Magnus       | 26 | 4                | 12               | 16               | 10               | 7                | 2 | 1                    | 3                    | 2                    |                      |                      |
| 2005-2006 | Brûleurs de loups de Grenoble | CdF                | 2  | 0                | 2                | 2                | 0                |                  |   |                      |                      |                      |                      |                      |
| 2006-2007 | Brûleurs de loups de Grenoble | Ligue Magnus       | 24 | 9                | 9                | 18               | 30               | 12               | 4 | 4                    | 8                    | 10                   |                      |                      |
| 2006-2007 | Brûleurs de loups de Grenoble | CdF                | 1  | 0                | 0                | 0                | 0                |                  |   |                      |                      |                      |                      |                      |
| 2006-2007 | Brûleurs de loups de Grenoble | CdlL               | 5  | 1                | 3                | 4                | 8                |                  |   |                      |                      |                      |                      |                      |
| 2007-2008 | Brûleurs de loups de Grenoble | Ligue Magnus       | 26 | 5                | 15               | 20               | 16               | 6                | 2 | 4                    | 6                    | 2                    |                      |                      |
| 2007-2008 | Brûleurs de loups de Grenoble | CdF                | 5  | 1                | 4                | 5                | 2                |                  |   |                      |                      |                      |                      |                      |
| 2007-2008 | Brûleurs de loups de Grenoble | CdlL               | 4  | 0                | 0                | 0                | 0                |                  |   |                      |                      |                      |                      |                      |
| 2008-2009 | Brûleurs de loups de Grenoble | Ligue Magnus       | 26 | 7                | 12               | 19               | 46               | 11               | 0 | 2                    | 2                    | 10                   |                      |                      |
| 2008-2009 | Brûleurs de loups de Grenoble | CdF                | 5  | 0                | 1                | 1                | 6                |                  |   |                      |                      |                      |                      |                      |
| 2008-2009 | Brûleurs de loups de Grenoble | CdlL               | 10 | 2                | 4                | 5                | 8                |                  |   |                      |                      |                      |                      |                      |
| 2009-2010 | Rögle BK                      | Elitserien         | 51 | 2                | 5                | 7                | 30               | 7                | 0 | 0                    | 0                    | 0                    |                      |                      |
| 2010-2011 | Brûleurs de loups de Grenoble | Ligue Magnus       | 15 | 4                | 5                | 9                | 26               |                  |   |                      |                      |                      |                      |                      |
| 2010-2011 | Brûleurs de loups de Grenoble | CdlL               | 5  | 0                | 2                | 2                | 2                | 5                | 2 | 1                    | 3                    | 14                   |                      |                      |
| 2011-2012 | Brûleurs de loups de Grenoble | CdlL               | 0  | 0                | 0                | 0                | 0                | -                | - | -                    | -                    | -                    |                      |                      |
| 2011-2012 | Brûleurs de loups de Grenoble | CdF                | -  | -                | -                | -                | -                | 2                | 0 | 0                    | 0                    | 0                    |                      |                      |
| 2011-2012 | Brûleurs de loups de Grenoble | Ligue Magnus       | 20 | 0                | 8                | 8                | 10               | 15               | 2 | 6                    | 8                    | 10                   |                      |                      |
| 2012-2013 | Brûleurs de loups de Grenoble | Ligue Magnus       | 24 | 2                | 14               | 16               | 30               | 8                | 0 | 2                    | 2                    | 4                    |                      |                      |
| 2013-2014 | Brûleurs de loups de Grenoble | Ligue Magnus       | 26 | 2                | 15               | 17               | 12               | 5                | 0 | 2                    | 2                    | 0                    |                      |                      |

### En équipe de France

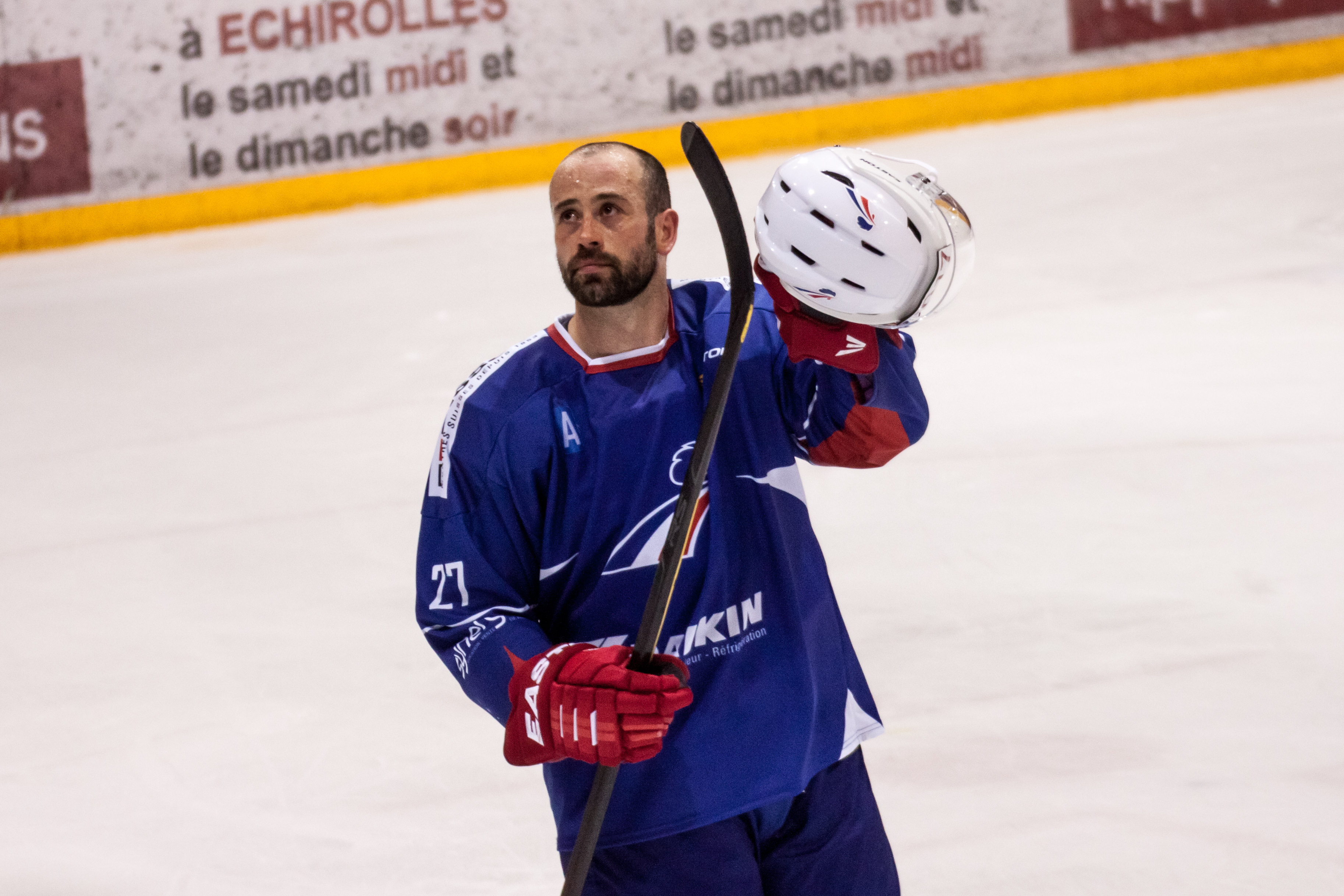
Baptiste Amar à la fin de son match contre la Slovaquie, son dernier à la Patinoire Polesud

| Année | Événement                     |   | PJ | B | A  | Pts | Pun | +/-                                     |  | Résultat |
| 1997  | Championnat d'Europe junior B | 6 | 0  | 3 | -3 | 3   | 2   | 6e place du groupe B                    |  |          |
| 1997  | Championnat du monde junior B | 7 | 0  | 0 | 0  | 0   |     |                                         |  |          |
| 1998  | Championnat du monde junior B | 6 | 1  | 0 | 1  | 2   |     |                                         |  |          |
| 1999  | Championnat du monde junior B | 5 | 2  | 1 | 3  | 8   |     |                                         |  |          |
| 2000  | Championnat du monde D1       | 6 | 0  | 0 | 0  | 0   | 0   | 15e place                               |  |          |
| 2001  | Qualification olympique       | 3 | 0  | 0 | 0  | 0   | +1  |                                         |  |          |
| 2001  | Championnat du monde D1       | 5 | 1  | 1 | 2  | 0   | +1  | 20e place (2e de division 1, groupe A)  |  |          |
| 2002  | Jeux olympiques               | 4 | 0  | 0 | 0  | 0   | 0   | 14e place                               |  |          |
| 2002  | Championnat du monde D1       | 5 | 0  | 3 | 3  | 0   | +5  | 19e place (2e de division 1, groupe A)  |  |          |
| 2003  | Championnat du monde D1       | 5 | 1  | 1 | 2  | 3   | +4  | 18e place (1er de division 1, groupe B) |  |          |
| 2004  | Championnat du monde          | 6 | 0  | 0 | 0  | 2   | -3  | 16e place                               |  |          |
| 2005  | Qualification olympique       | 6 | 0  | 2 | 2  | 2   | +6  | 3e/4 du groupe C                        |  |          |
| 2005  | Championnat du monde D1       | 5 | 0  | 0 | 0  | 2   | +2  | 20e place (2e de division 1, groupe B)  |  |          |
| 2006  | Championnat du monde D1       | 5 | 1  | 2 | 3  | 4   | +2  | 20e place (2e de division 1, groupe A)  |  |          |
| 2007  | Championnat du monde D1       | 5 | 0  | 2 | 2  | 0   | +1  | 18e place (1e de division 1, groupe A)  |  |          |
| 2008  | Championnat du monde          | 5 | 2  | 3 | 5  | 6   | -4  | 14e place                               |  |          |
| 2009  | Qualification olympique       | 3 | 1  | 0 | 1  | 0   | -1  | 4e/4 du groupe G                        |  |          |
| 2009  | Championnat du monde          | 6 | 0  | 1 | 1  | 2   | +2  | 12e place                               |  |          |
| 2010  | Championnat du monde          | 6 | 2  | 1 | 3  | 4   | +1  | 14e place                               |  |          |
| 2012  | Championnat du monde          | 7 | 0  | 1 | 1  | 2   | -3  | Neuvième place                          |  |          |
| 2013  | Qualification olympique       | 3 | 1  | 2 | 3  | +1  | 0   |                                         |  |          |
| 2014  | Championnat du monde          | 8 | 2  | 1 | 3  | 4   | -2  | Huitième place                          |  |          |